# Гуру Грантх Сахиб
Гуру Грантх Сахиб („Божествена Книга Гуру“) или Ади Грантх („Изначална Книга“), или е откровената книга на сикхите. Книгата съдържа 3384 химна. За записването на свещените слова сикхите създават специален шрифт, гурмукхи („от устата на гуру“).
Началото на записа на книгата е поставено от двама неизменни спътници на гуру Нанак – музикант-мюсюлманин и индиец, които записват проповедите му. Вторият гуру, Ангад, събира проповедите на гуру Нанак. Ади Грантх получава свой относително завършен вид при петия гуру – Арджун, към нея се прибавят химните на самия Арджун. Десетият гуру, Говинд Сингх, добавя и химните на своя баща, гуру Тегх Бахадур.
След смъртта на последния, десети гуру (през 1708 г.) тя се приема за Гуру Грантх Сахиб (Божествена Книга Гуру) и ѝ се оказва почит като на продължител на „веригата“ на истинските гуру (сатгуру) и последното въплъщение вечния Гуру. Приема се като откровено слово на единствения Бог, препредавано чрез „веригата“ на истинските гуру.
Книгата е предмет на особено благоговейно отношение. Първообразецът ѝ се пази в отделна зала (светая светих) на централния храм на сикхите – Златният храм в Амритсар. Всяка вечер с факелна процесия тя бива съпровождана от Златния храм до намиращия се на срещуположния бряг на свещеното езеро мраморен храм Акал Тахт („Трон на Вечния“), символ на властта в света, а сутрин се връща церемониално в Златния храм. Покои се върху възглавница на специална маса, Манджи Сахиб, и върху нея се положено покривало (чанани) с драперия (румала). В религиозната традиция се утвърждават чествания на Книгата, съпроводени със специални песнопения (джапа) и с култови действия. Книгата, както и гурмукхи, се изучават от децата в храмови училища.